# ヤブモズ亜科
ヤブモズ亜科（Malaconotinae）は、鳥類スズメ目の亜科として提唱された分類群である。
エチオピア区（サハラ以南のアフリカ）と東洋区（南アジア・東南アジア）に生息する。

## 分類と系統
Sibley & Ahlquist (1990) により、メガネヒタキ科 Platysteiridae・ヤブモズ科 Malaconotidae・オオハシモズ科 Vangidae、および分類に諸説あったいくつかの属を合わせた群として提唱された。現在では系統的には、彼らが含めなかった、伝統的にはサンショウクイ科 Campephagidae だったヒタキサンショウクイ属 Hemipus が含まれる。
ヤブモズ亜科は
- core malaconotids - ヤブモズ科
- core platysteirids - メガネヒタキ科の大半
- core vangids - オオハシモズ科・雑多な属（ヒタキサンショウクイ属を含む）

の3つの単系統に分かれる。Sibley & Ahlquist はヤブモズ亜科をヤブモズ族 Malaconotini（ヤブモズ科）とカブトモズ族 Vangini（それ以外）に分けたが、カブトモズ族の単系統性は不確実である。
国際鳥類学会議 (IOC)は、core vangids の中にメガネモズ科 Prionopidae・モズサンショウクイ科 Tephrodornithidae を新設し、5科に分類している。
ヤブモズ亜科は、フエガラス科 Cracticidae +モリツバメ科 Artamidae などと近縁である。Sibley & Ahlquist はそれらの近縁なグループごとカラス科 Corvidae に分類したが、カラス科とは同じカラス上科であるものの上科の中では疎遠である。
|  | core vangids             |
|  |                          |
|  | core platysteirids       |
|  |                          |
|  | ヤブモズ科 Malaconotidae |
|  |                          |

|  | フエガラス科 Cracticidae |
|  |                          |
|  | モリツバメ科 Artamidae   |
|  |                          |

|  | core vangids             |
|  |                          |
|  | core platysteirids       |
|  |                          |
|  | ヤブモズ科 Malaconotidae |
|  |                          |

|  | フエガラス科 Cracticidae |
|  |                          |
|  | モリツバメ科 Artamidae   |
|  |                          |